# コンボロサウルス
コンボロサウルス（学名：Convolosaurus、「群れるトカゲ」の意）は、アメリカテキサス州コマンチ郡のツイン山地層から発見され、前期白亜紀に生息していた初期の鳥盤類の恐竜の属。本属は2019年に記載され、コンボロサウルス・マリーの一種み知られている。

## 概要
初期から生息していた鳥盤類の一種。幼体から亜成体までの少なくとも29体分の群れの化石が発見されているが、成体は発見されていない。29体発見されているため、全身の骨格が分かっている。推定全長は約2.5メートルから3メートルほどの恐竜だったが、成体の化石が発見されていない為正確な全長は不明。

## 分類
コンボロサウルスは当初ヒプシロフォドン科の分類とされていたが、2019年の進化系図ではヒプシロフォドンとテスケロサウルスの間にある鳥盤類の基底位置に位置とされた。以前の系統解析では、テスケロサウルスはヒプシロフォドンよりも基盤的であることが判明していたが、コンボロサウルスがテスケロサウルスと共有する2つの上眼窩を有しており、ヒプシロフォドンがこの形質状態を失ったことを示したため、解析結果が逆に置き換えられた。